# La Chapelle-Taillefert
La Chapelle-Taillefert este o comună în departamentul Creuse din centrul Franței. În 2009 avea o populație de 375 de locuitori.

## Evoluția populației
| An        | 1975 | 1982 | 1990 | 1999 | 2006 | 2009 |
| --------- | ---- | ---- | ---- | ---- | ---- | ---- |
| Populație | 261  | 257  | 310  | 353  | 363  | 375  |